# Mothern
Mothern ist eine französische Gemeinde mit 1915 Einwohnern (Stand 1. Januar 2021) im Département Bas-Rhin in der Europäischen Gebietskörperschaft Elsass und in der Region Grand Est.

## Geografie und Geschichte

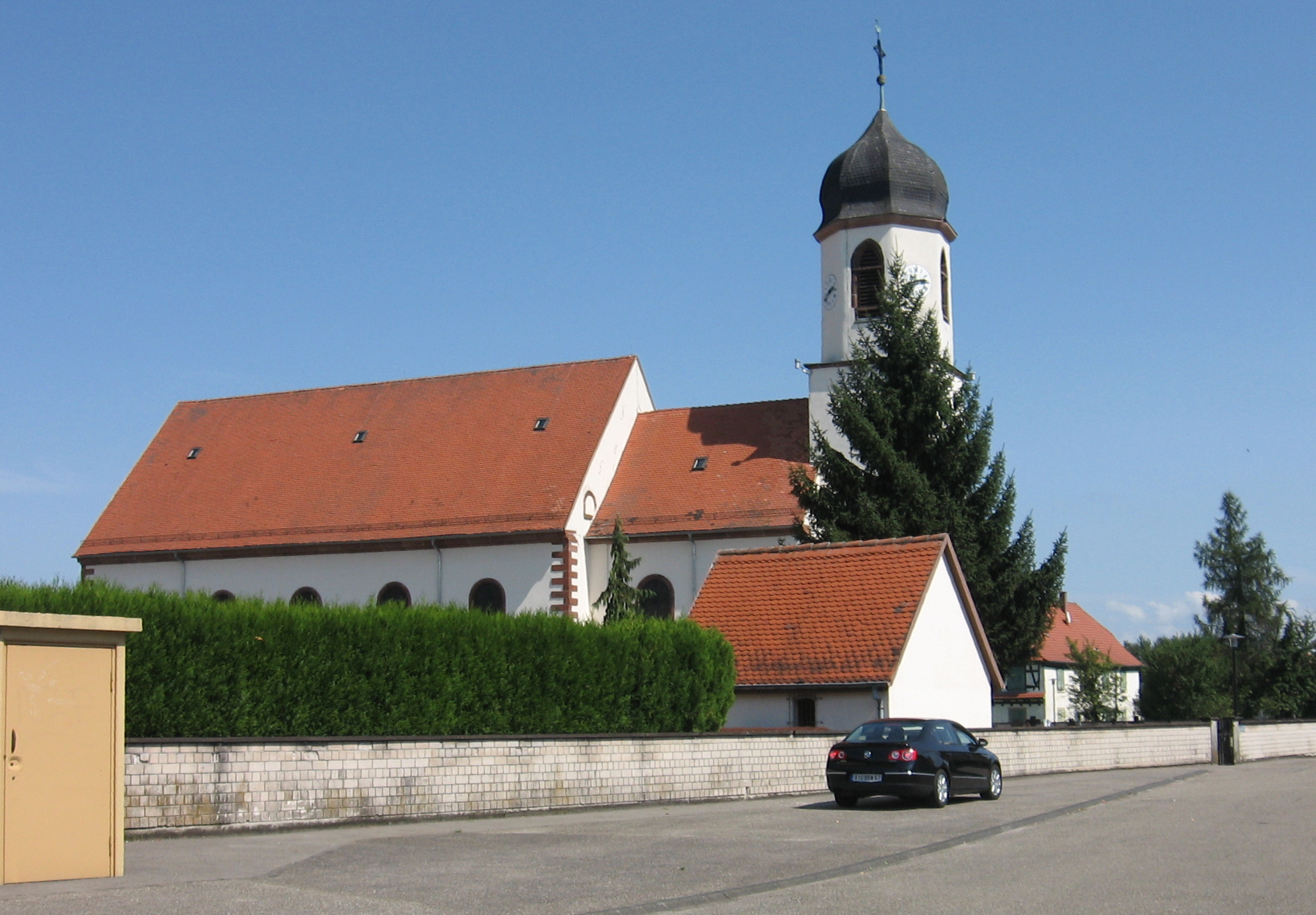
Kirche Notre-Dame-de-la-Visitation

Mothern grenzt an Deutschland. Der Rhein bildet die Landesgrenze. Früher verzweigte sich der Strom in zahlreiche Haupt- und Nebenarme. Beim ehemaligen Flussbett befanden sich zumindest zwei Siedlungen, die Haut-Village und Bas-Village genannt werden. Bekanntlich wurde der Rhein nach Plänen des Ingenieurs Tulla begradigt, so dass Mothern viel später auf eine Einwohnerzahl von knapp 2000 Personen heranwuchs. Heute spielt dort der Tourismus eine wichtige Rolle.

## Bevölkerungsentwicklung
| Jahr      | 1962 | 1968 | 1975 | 1982 | 1990 | 1999 | 2008 | 2018 |
| --------- | ---- | ---- | ---- | ---- | ---- | ---- | ---- | ---- |
| Einwohner | 1505 | 1521 | 1621 | 1610 | 1721 | 1933 | 2039 | 1978 |